# Campionati del mondo di triathlon del 2015 - Edmonton
La nona gara della serie dei Campionati mondiali di triathlon del 2015 si è tenuta ad Edmonton, Canada in data 5-6 settembre 2015.

## Risultati

### Élite uomini
| Pos. | Pos.                     | Paese                                                            | Nuoto    | Bici     | Corsa    | Totale   |
| ---- | ------------------------ | ---------------------------------------------------------------- | -------- | -------- | -------- | -------- |
|      | Richard Murray           | Sudafrica                                                        | 00:08:52 | 00:27:48 | 00:15:11 | 00:53:19 |
|      | Javier Gómez             | Spagna                                                           | 00:08:38 | 00:28:06 | 00:15:15 | 00:53:23 |
|      | Mario Mola               | Spagna                                                           | 00:08:58 | 00:27:44 | 00:15:22 | 00:53:34 |
| 4    | Vincent Luis             | Francia                                                          | 00:08:31 | 00:28:09 | 00:15:21 | 00:53:39 |
| 5    | Aaron Royle              | Australia                                                        | 00:08:30 | 00:28:05 | 00:15:30 | 00:53:40 |
| 6    | Wian Sullwald            | Sudafrica                                                        | 00:09:02 | 00:27:40 | 00:15:34 | 00:53:43 |
| 7    | Vicente Hernandez        | Spagna                                                           | 00:08:37 | 00:28:02 | 00:15:35 | 00:53:48 |
| 8    | Andrew Yorke             | Canada                                                           | 00:08:48 | 00:27:45 | 00:15:35 | 00:53:49 |
| 9    | Rodrigo Gonzalez         | Messico                                                          | 00:09:03 | 00:27:45 | 00:15:39 | 00:53:50 |
| 10   | Alexander Bryukhankov    | Russia                                                           | 00:08:43 | 00:27:46 | 00:15:42 | 00:53:55 |
| 11   | Thomas Bishop            | Regno Unito                                                      | 00:08:40 | 00:27:53 | 00:15:53 | 00:53:59 |
| 12   | Jason Wilson             | Barbados                                                         | 00:08:50 | 00:27:48 | 00:15:49 | 00:54:03 |
| 13   | Gábor Faldum             | Ungheria                                                         | 00:08:58 | 00:27:39 | 00:16:02 | 00:54:10 |
| 14   | Miguel Arraiolos         | Portogallo                                                       | 00:09:04 | 00:27:39 | 00:15:57 | 00:54:11 |
| 15   | Igor' Poljanskij         | Russia                                                           | 00:08:27 | 00:28:00 | 00:16:04 | 00:54:12 |
| 16   | Leonardo Chacon          | Costa Rica                                                       | 00:09:01 | 00:27:40 | 00:15:59 | 00:54:13 |
| 17   | Eric Lagerstrom          | Stati Uniti                                                      | 00:08:27 | 00:28:08 | 00:16:11 | 00:54:15 |
| 18   | Irving Perez             | Messico                                                          | 00:08:32 | 00:28:06 | 00:15:57 | 00:54:21 |
| 19   | Tyler Mislawchuk         | Canada                                                           | 00:08:42 | 00:28:01 | 00:16:13 | 00:54:22 |
| 20   | Kevin Mcdowell           | Stati Uniti                                                      | 00:08:41 | 00:27:55 | 00:16:13 | 00:54:23 |
| 21   | Raoul Shaw               | Francia                                                          | 00:08:23 | 00:28:12 | 00:16:25 | 00:54:33 |
| 22   | Yuichi Hosoda            | Giappone                                                         | 00:08:48 | 00:27:50 | 00:16:25 | 00:54:33 |
| 23   | Sam Ward                 | Nuova Zelanda                                                    | 00:08:46 | 00:27:51 | 00:16:27 | 00:54:37 |
| 24   | Dmitry Polyanskiy        | Russia                                                           | 00:08:36 | 00:28:01 | 00:16:22 | 00:54:38 |
| 25   | Danilo Pimentel          | Brasile                                                          | 00:08:53 | 00:27:47 | 00:16:29 | 00:54:40 |
| 26   | Gregor Buchholz          | Germania                                                         | 00:09:01 | 00:28:18 | 00:15:37 | 00:54:46 |
| 27   | Adam Bowden              | Regno Unito                                                      | 00:08:41 | 00:27:42 | 00:16:21 | 00:54:47 |
| 28   | Russell White            | Irlanda                                                          | 00:08:40 | 00:27:55 | 00:16:34 | 00:54:52 |
| 29   | Ryan Fisher              | Australia                                                        | 00:08:36 | 00:28:01 | 00:16:29 | 00:54:55 |
| 30   | Thomas Springer          | Austria                                                          | 00:09:13 | 00:28:16 | 00:15:51 | 00:54:56 |
| 31   | Tony Dodds               | Nuova Zelanda                                                    | 00:08:33 | 00:28:07 | 00:16:48 | 00:54:57 |
| 32   | Min Ho Heo               | Corea del Sud                                                    | 00:08:49 | 00:27:46 | 00:16:46 | 00:54:59 |
| 33   | Diogo Sclebin            | Brasile                                                          | 00:09:00 | 00:28:30 | 00:15:58 | 00:55:05 |
| 34   | Lukas Hollaus            | Austria                                                          | 00:09:08 | 00:28:18 | 00:16:08 | 00:55:07 |
| 35   | Richard Varga            | Slovacchia                                                       | 00:08:33 | 00:27:54 | 00:17:05 | 00:55:08 |
| 36   | Jan Celustka             | Rep. Ceca                                                        | 00:09:01 | 00:27:39 | 00:16:59 | 00:55:08 |
| 37   | Jonas Schomburg          | (EN) ITU- Recommendation, International Telecommunication Union. | 00:08:35 | 00:28:02 | 00:17:06 | 00:55:11 |
| 38   | Francesc Godoy Contreras | Spagna                                                           | 00:08:40 | 00:27:51 | 00:17:02 | 00:55:11 |
| 39   | Marten Van Riel          | Belgio                                                           | 00:08:53 | 00:27:46 | 00:17:07 | 00:55:17 |
| 40   | Gonzalo Raul Tellechea   | Argentina                                                        | 00:09:10 | 00:28:20 | 00:15:47 | 00:55:19 |
| 41   | Felipe Barraza           | Cile                                                             | 00:08:35 | 00:28:00 | 00:16:55 | 00:55:22 |
| 42   | Delian Stateff           | Italia                                                           | 00:08:56 | 00:28:32 | 00:16:23 | 00:55:31 |
| 43   | Alex Libin               | Stati Uniti                                                      | 00:09:11 | 00:28:18 | 00:16:33 | 00:55:36 |
| 44   | Ron Darmon               | Israele                                                          | 00:08:49 | 00:27:46 | 00:17:31 | 00:55:44 |
| 45   | Justus Nieschlag         | Germania                                                         | 00:08:38 | 00:28:04 | 00:17:31 | 00:55:46 |
| 46   | Ji Hwan Kim              | Corea del Sud                                                    | 00:09:04 | 00:28:33 | 00:16:37 | 00:55:47 |
| 47   | Sean Jefferson           | Stati Uniti                                                      | 00:09:05 | 00:28:32 | 00:16:37 | 00:55:47 |
| 48   | Joe Maloy                | Stati Uniti                                                      | 00:09:02 | 00:28:29 | 00:16:14 | 00:56:02 |
| 49   | Kyle Jones               | Canada                                                           | 00:09:02 | 00:28:29 | 00:17:11 | 00:56:17 |
| 50   | Davide Uccellari         | Italia                                                           | 00:09:06 | 00:28:29 | 00:17:18 | 00:56:33 |
| 51   | Jumpei Furuya            | Giappone                                                         | 00:08:38 | 00:28:01 | 00:18:36 | 00:56:46 |
| 52   | Kohei Tsubaki            | Giappone                                                         | 00:09:08 | 00:28:25 | 00:18:03 | 00:57:13 |
| 53   | Andreas Schilling        | Danimarca                                                        | 00:09:12 | 00:29:22 | 00:18:05 | 00:58:26 |
| 54   | Simon De Cuyper          | Belgio                                                           | 00:09:07 | 00:28:30 | 00:19:34 | 00:58:49 |

### Élite donne
| Pos. | Pos.                          | Paese                                                            | Nuoto    | Bici     | Corsa    | Totale   |
| ---- | ----------------------------- | ---------------------------------------------------------------- | -------- | -------- | -------- | -------- |
|      | Vicky Holland                 | Regno Unito                                                      | 00:09:09 | 00:30:51 | 00:17:14 | 00:58:55 |
|      | Flora Duffy                   | Bermuda                                                          | 00:09:05 | 00:30:46 | 00:17:29 | 00:59:04 |
|      | Gillian Backhouse             | Australia                                                        | 00:09:14 | 00:30:40 | 00:17:29 | 00:59:10 |
| 4    | Carolina Routier              | Spagna                                                           | 00:08:59 | 00:30:52 | 00:17:36 | 00:59:20 |
| 5    | Anja Knapp                    | Germania                                                         | 00:09:12 | 00:30:39 | 00:18:12 | 00:59:41 |
| 6    | Non Stanford                  | Regno Unito                                                      | 00:09:49 | 00:30:47 | 00:16:52 | 00:59:44 |
| 7    | Emma Moffatt                  | Australia                                                        | 00:09:14 | 00:30:45 | 00:17:39 | 00:59:51 |
| 8    | Ashleigh Gentle               | Australia                                                        | 00:09:23 | 00:31:00 | 00:17:41 | 00:59:52 |
| 9    | Claudia Rivas                 | Messico                                                          | 00:09:13 | 00:30:47 | 00:18:08 | 00:59:53 |
| 10   | Kirsten Sweetland             | Canada                                                           | 00:09:40 | 00:30:35 | 00:17:54 | 00:59:56 |
| 11   | Emma Jackson                  | Australia                                                        | 00:09:40 | 00:30:52 | 00:17:50 | 01:00:12 |
| 12   | Rebecca Robisch               | Germania                                                         | 00:09:16 | 00:30:41 | 00:18:35 | 01:00:14 |
| 13   | Rachel Klamer                 | Paesi Bassi                                                      | 00:09:25 | 00:31:08 | 00:18:00 | 01:00:22 |
| 14   | Laura Lindemann               | Germania                                                         | 00:09:11 | 00:30:37 | 00:18:35 | 01:00:29 |
| 15   | Dominika Jamnicky             | Canada                                                           | 00:09:20 | 00:30:43 | 00:18:59 | 01:00:31 |
| 16   | Annamaria Mazzetti            | Italia                                                           | 00:09:46 | 00:31:03 | 00:18:01 | 01:00:32 |
| 17   | Rebecca Clarke                | Nuova Zelanda                                                    | 00:09:04 | 00:30:50 | 00:19:02 | 01:00:36 |
| 18   | Pamella Oliveira              | Brasile                                                          | 00:09:22 | 00:31:22 | 00:17:56 | 01:00:43 |
| 19   | Melanie Santos                | Portogallo                                                       | 00:09:17 | 00:31:28 | 00:18:15 | 01:00:49 |
| 20   | Margit Vanek                  | Ungheria                                                         | 00:09:13 | 00:31:19 | 00:18:05 | 01:00:51 |
| 21   | Vendula Frintova              | Rep. Ceca                                                        | 00:09:48 | 00:31:00 | 00:18:29 | 01:00:54 |
| 22   | Vittoria Lopes                | Brasile                                                          | 00:09:10 | 00:30:42 | 00:19:15 | 01:00:57 |
| 23   | Simone Ackermann              | (EN) ITU- Recommendation, International Telecommunication Union. | 00:09:34 | 00:31:09 | 00:18:26 | 01:00:59 |
| 24   | Gillian Sanders               | Sudafrica                                                        | 00:09:53 | 00:30:50 | 00:18:38 | 01:01:09 |
| 25   | Yuka Sato                     | Giappone                                                         | 00:09:23 | 00:31:12 | 00:18:54 | 01:01:27 |
| 26   | Romina Palacio Balena         | Argentina                                                        | 00:10:02 | 00:30:46 | 00:18:57 | 01:01:34 |
| 27   | Helen Jenkins                 | Regno Unito                                                      | 00:09:04 | 00:30:43 | 00:19:48 | 01:01:39 |
| 28   | Mariya Shorets                | Russia                                                           | 00:09:36 | 00:31:01 | 00:19:14 | 01:01:40 |
| 29   | Anne Haug                     | Germania                                                         | 00:09:58 | 00:30:51 | 00:19:06 | 01:01:50 |
| 30   | Anastasia Abrosimova          | Russia                                                           | 00:09:01 | 00:30:58 | 00:20:16 | 01:02:02 |
| 31   | Cecilia Gabriela Perez Flores | Messico                                                          | 00:09:40 | 00:31:06 | 00:18:58 | 01:02:06 |
| 32   | Claire Michel                 | Belgio                                                           | 00:09:56 | 00:32:34 | 00:17:57 | 01:02:09 |
| 33   | Lindsey Jerdonek              | Stati Uniti                                                      | 00:09:33 | 00:31:16 | 00:19:27 | 01:02:10 |
| 34   | Maria Czesnik                 | Polonia                                                          | 00:09:47 | 00:30:50 | 00:20:01 | 01:02:37 |
| 35   | Alexandra Coates              | Canada                                                           | 00:09:54 | 00:32:27 | 00:18:31 | 01:02:40 |
| 36   | Tamara Gomez Garrido          | Spagna                                                           | 00:09:47 | 00:30:55 | 00:19:56 | 01:02:56 |
| 37   | Romina Biagioli               | Argentina                                                        | 00:10:00 | 00:33:07 | 00:18:30 | 01:03:27 |
| 38   | Adriana Barraza               | Messico                                                          | 00:09:54 | 00:32:56 | 00:18:46 | 01:03:37 |
| 39   | Aileen Reid                   | Irlanda                                                          | 00:09:58 | 00:32:22 | 00:19:24 | 01:03:41 |
| 40   | Michelle Mehnert              | Stati Uniti                                                      | 00:09:15 | 00:33:38 | 00:18:50 | 01:03:42 |
| 41   | Miriam Casillas García        | Spagna                                                           | 00:10:07 | 00:32:46 | 00:19:04 | 01:03:59 |
| 42   | Juri Ide                      | Giappone                                                         | 00:09:16 | 00:30:39 | 00:22:24 | 01:04:11 |
| 43   | Maaike Caelers                | Paesi Bassi                                                      | 00:10:11 | 00:32:50 | 00:19:25 | 01:04:26 |
| 44   | Kaitlin Donner                | Stati Uniti                                                      | 00:10:06 | 00:33:51 | 00:18:37 | 01:04:34 |
| 45   | Elena Danilova                | Russia                                                           | 00:10:18 | 00:33:50 | 00:19:06 | 01:05:01 |
| 46   | Yan Yin Hilda Choi            | Hong Kong                                                        | 00:10:11 | 00:32:46 | 00:20:12 | 01:05:24 |
| 47   | Valentina Carvallo            | Cile                                                             | 00:10:14 | 00:33:54 | 00:20:12 | 01:06:12 |